# Flamiche aux poireaux
La flamiche aux poireaux est une spécialité culinaire de la Picardie.

## Origine
Le nom flamiche viendrait du flamand Flamike, signifiant « galette flambée ». Ce nom, tout comme celui de la Flammenküche alsacienne, ferait référence à la flamme du four de cuisson.
Les premières recettes seraient apparues au Moyen Âge dans les pays du nord de l’Europe. Il s’agissait, alors, d’une galette de pâte à pain recouverte de beurre fondu, fourrée parfois de vieux fromage pilé. Cette galette se transforma progressivement en tourte salée fourrée à la citrouille, à l’oseille, à l’oignon.
On ne sait quand exactement la tourte arriva en Picardie, ni quand elle se garnit de poireau, plante cultivée abondamment dans le Santerre qui semble être le berceau de cette recette. En picard, on la nomme flamiche à poérion ou flamiche à poérieu.

## Caractéristiques
La flamiche aux poireaux est une tourte fabriquée avec de la pâte feuilletée, des poireaux (ou seulement des blancs de poireaux), du bouillon de viande, du beurre, un œuf, de la crème épaisse, sel, poivre, muscade et un jaune d’œuf pour dorer la pâte.
La pâte est posée dans une tourtière, on y verse le velouté de poireau et on recouvre avec un cercle de pâte badigeonné de jaune d’œuf.

## Variante
Il existe une variante de la flamiche aux poireaux appelée « flamiche samarienne », dont la recette serait originaire d'Abbeville et de la baie de Somme. Dans la flamiche samarienne, on ajoute aux poireaux du saumon frais ou des lardons.